# Klasyfikacja budżetowa
Klasyfikacja budżetowa – jednolita klasyfikacja pogrupowania dochodów jak i wydatków budżetowych, która umożliwia dogłębną analizę (porównanie) założeń społeczno-gospodarczych państwa ze źródłami dochodów i wydatków budżetowych.

## Kryteria klasyfikacji
- podmiotowe (podział dochodów i wydatków budżetowych na części, gdzie każda część odpowiada aktualnemu podziałowi resortowemu administracji rządowej, a każda z jednostek resortowych jest dysponentem i odpowiada za wykonanie określonej części budżetu);
- przedmiotowo-funkcjonalne (podział dochodów według źródła ich pochodzenia oraz podział wydatków według przeznaczenia tych środków; kryterium to dzieli dochody i wydatki budżetowe na działy i rozdziały; w klasyfikacji tej obowiązuje system dziesiętny numerowania podziału przy zastosowaniu pięciocyfrowej numeracji, gdzie trzy pierwsze cyfry oznaczają dział, a dwie następne rozdział, np. działem klasyfikacji budżetowej jest "Pomoc społeczna" (852), natomiast rozdziałem "Zasiłki stałe" (85216));
- rodzajowe (uzupełnienie klasyfikacji przedmiotowo-funkcjonalnej o paragrafy i pozycje; zastosowanie tego kryterium pozwala określić dokładnie, jakie kwoty wydatkowano na poszczególne, konkretne zadania)